# Calliandra grandifolia
Calliandra grandifolia är en ärtväxtart som beskrevs av Paul Hamilton Allen. Calliandra grandifolia ingår i släktet Calliandra och familjen ärtväxter. Inga underarter finns listade i Catalogue of Life.